# Philharmonia paratona
Philharmonia paratona är en fjärilsart som beskrevs av Lancelot A. Gozmany 1978. Philharmonia paratona ingår i släktet Philharmonia och familjen Lecithoceridae. Inga underarter finns listade i Catalogue of Life.